# 61 (nombre)
« Soixante-et-un » redirige ici. Pour l'année, voir 61.
Le nombre 61 (soixante-et-un) est l'entier naturel qui suit 60 et qui précède 62. La forme sans traits d'union soixante et un est également reconnue.

## En mathématiques
Le nombre 61 est:
- le 18e nombre premier; le précédent est 59, avec lequel il forme un couple de nombres premiers jumeaux.
- le 14e nombre premier non brésilien.
- un nombre premier cubain de la forme {\displaystyle p=(x^{3}-y^{3})/(x-y),\ x=y+1}.
- la somme de deux carrés, 52 + 62.
- un nombre carré centré.
- un nombre hexagonal centré.
- un nombre décagonal centré.
- un nombre de Keith, parce qu'il apparaît de nouveau dans une suite de type Fibonacci commencée à partir de ses chiffres en base 10 : 6, 1, 7, 8, 15, 23, 38, 61…
- un nombre premier long,
- un nombre premier de Pillai.

## Dans d'autres domaines
Le nombre 61 est aussi :
- l'indicatif téléphonique international pour appeler l'Australie.
- le numéro atomique du prométhium, un lanthanide.
- le numéro de la sourate As-Saff dans le Coran.
- le numéro du département français de l'Orne.
- années historiques : -61, 61 ou 1961.
- ligne 61 du tramway de Budapest.